# Prise de la smalah d'Abd-el-Kader
La Prise de la smalah d'Abd-el-Kader par le Duc d'Aumale à Taguin, le 16 mai 1843, est un tableau peint par Horace Vernet en 1844 et exposé au musée de l'histoire de France à Versailles.
Le tableau est, par ses dimensions hors du commun (21,39 m de large et de 4,89 m de haut) considéré comme le plus grand tableau du XIXe siècle.

## Historique

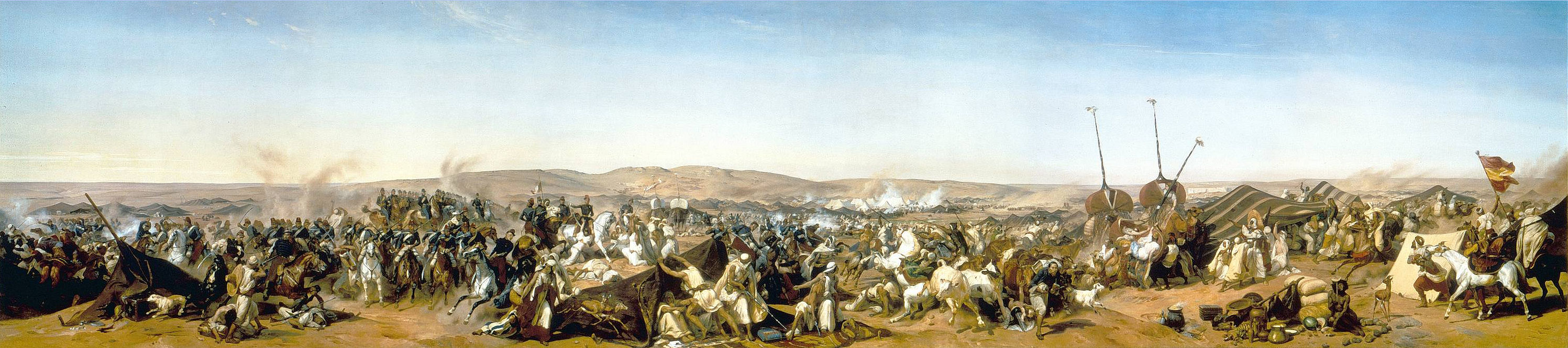
Capture de la Smala d'Abdelkader, 16 mai 1843 par Horace Vernet.

Le tableau est commandé par Louis-Philippe Ier juste après les faits qu'il doit glorifier et est réalisé en moins de deux ans par Horace Vernet (sans doute aidé par des élèves). Il est présenté au Salon de 1845, puis à nouveau en 1855.
Tableau de propagande, il met en valeur le fils de Louis-Philippe, le duc d'Aumale, et monte en épingle une bataille moins cruciale qu'elle n'y paraît.
Pièce principale présenté dans la Salle de la Smalah au château de Versailles, ce tableau, accompagné de quelques autres illustrant la conquête de l'Algérie, avait pour but de magnifier les faits d'armes des différents fils du roi et de restaurer un pouvoir contesté.

## Description
Ce tableau, une huile sur toile, mesure 4,89 m de hauteur pour une longueur de 21,39 m soit une surface de plus de 105 m2.
Il est le plus imposant tableau du XIXe siècle et l'un des plus grands de toute la peinture sur toile.
Présentant une vue panoramique, il expose plusieurs temps de la célèbre bataille se développant de gauche à droite. Plus d'une centaine de personnages, militaires français à cheval ou à pieds et troupes de l’Émir Abd-el-Kader dans l'ensemble des tentes organisées en cercle de défense qui prend le nom de smala.
Le tableau se veut une relation exacte des faits et de nombreux personnages sont représentés et reconnaissables. Au premier tiers du tableau, le duc d'Aumale est sur un cheval blanc dans une attitude qui rappelle celle de Napoléon Ier sur un tableau le représentant à la bataille d'Eylau. Au troisième tiers, on aperçoit au loin le vieux fort de Taguin et à droite la famille de Mohamed-el-Karoubi, marabout et chancelier d'Abd-el-Kader qui lui n'était pas présent ce jour-là.

## Postérité
Le tableau a été abondamment diffusé en gravures, entre autres dès 1845 par le lithographe Bernard-Romain Julien, et copié en réduction.
Une copie (1,40 × 4,50 m) exécutée par Alfred Decaen en 1856 se trouve au musée Condé au château de Chantilly.
Il est mentionné dans le sketch de Pierre Dac et Francis Blanche Le Sâr Rabindranath Duval.